# Нахаль-Меарот
Нахаль-Меарот (івр. ‏נחל מערות‏‎) — природний заповідник в Ізраїлі, на західному схилі гори Кармель. Являє собою скупчення декількох печер, які розташовані навколо річища струмка з однойменною назвою. Загальна площа — 54 гектари. В районі заповідника знайдені останки палеолітичних людських культур (як сучасної людини розумної (Homo Sapiens), так й неандертальців). На території заповідника розміщені також останки постійного печерного поселення, яке належить до натуфійської культури. У 2012 році заповідник був включений до списку світової спадщини ЮНЕСКО.

## Назва
Він отримав свою назву від «Заповідник еволюції людини». Це пояснюється тим, що на цій території жили протягом сотень тисяч років люди. Археологічні знахідки, зроблені в печерах, довели поступовий перехід від полювання та збиральництва до тваринництва і землеробства.

## Археологічні розкопки

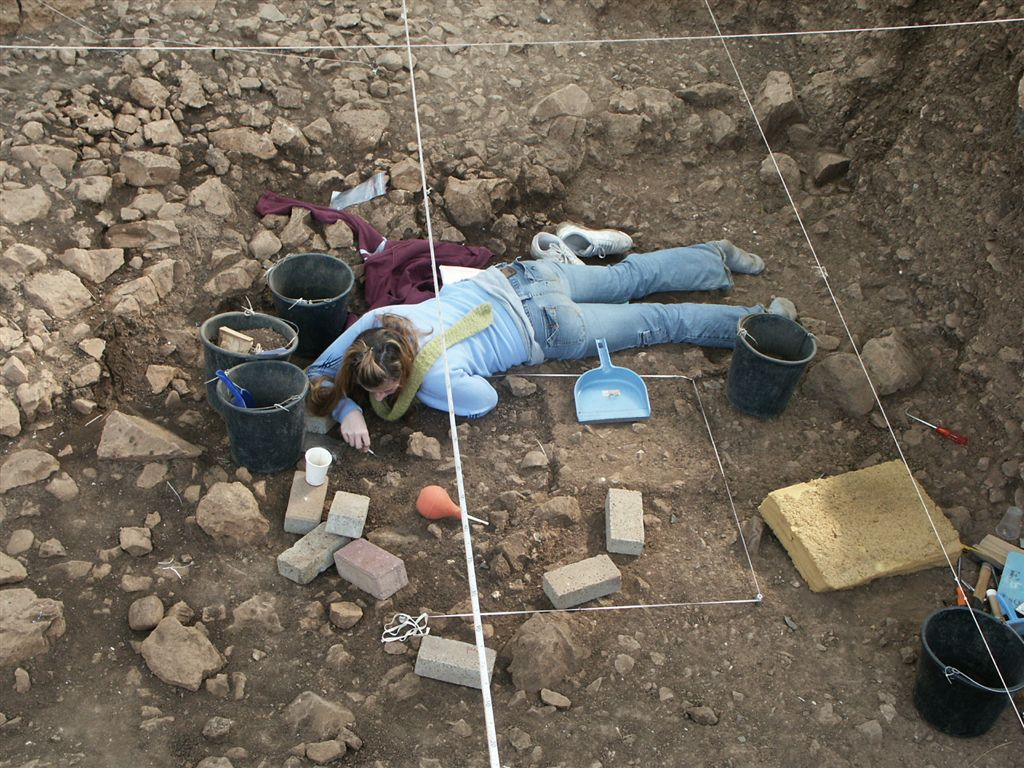
Розкопки в печері Вад.

Вперше місцевість Ваді-ель-Мугара (арабська назва Нахаль-Меарот) згадується в статті Лоуренса Оліфанта за 1886 рік. Наступні згадки датуються 1908 роками. Коли в 1927 британською мандатною владою в Палестині приймалось рішення про побудову хайфського порту, було порушено питання про збереження печер Ваді-ель-Мугара, на їхньому місці була заплановано будувати каменоломню. В район печер була направлена археологічна експедиція під керівництвом Дороті Гарод. Протягом шести років експедиція розкопала в печері аль-Вад безліч скелетів натуфійської епохи, а в печері Табун — скелет жінки, який належить до мустьєрської епохи. Також були знайдені чисельні кремнієві прилади праці, які датуються періодами від мільйона до 10 тисяч років до нашої ери.
В 1967—1971 роках в печері Табун (Танур) вів розкопки американський спеціаліст Артур Єлинек, а згодом в печерах працювали ізраїльські та французькі археологи. З 1988 року розкопки постійно ведуться в печерах Табун та ха-Нахаль. З 1971 року печери Нахаль-Меарот знаходяться під Управлінням  природи и парків Ізраїлю. У 2012 році чотири печери комплексу — Табун, Джамаль, аль-Вад та Схул — були включені в список Світової спадщини ЮНЕСКО.

## Опис
Заповідник включає печери в західній частині гірських хребтів гори Кармель. Вони містять докази проживання тут доісторичних людей. Ці печери мають особливий статус, оскільки предмети, знайдені в них, свідчать про те, що печери були заселені протягом 200 тисяч років.
Екскурсія в заповідник починається з відвідування великої печери, де археологи виділили три різноманітних доісторичних періоди, та продовжується у невеликих печерах, в яких представлена виставка інструментів, які використовували в доісторичний період. В третій печері, 70 метрів глибиною, проводяться аудіовізуальні лекції про життя доісторичних людей. Поза печерами встановлена модель скелета, яка ілюструє практику поховання членів стародавньої культури, представники якої жили тут близько десяти тисяч років тому.
В печерах проживали, змінюючи послідовно один одного, населення п'яти культур:
- Ашельский період (150—200 тис. років тому);
- Ябрудський період (100—150 тис. років тому);
- Мустьєрський період (40-100 тисяч років тому);
- Оріньякський період (12-40 тисяч років тому);
- Сталактитовий період (9-12 тис. років тому). В Сталактитовий період люди стали полювати, згодом створювати насадження сільськогосподарських культур та приручати тварин.

В печерах можна побачити зображення того часу, які виражались в кам'яних скульптурах та символах.

## Галерея

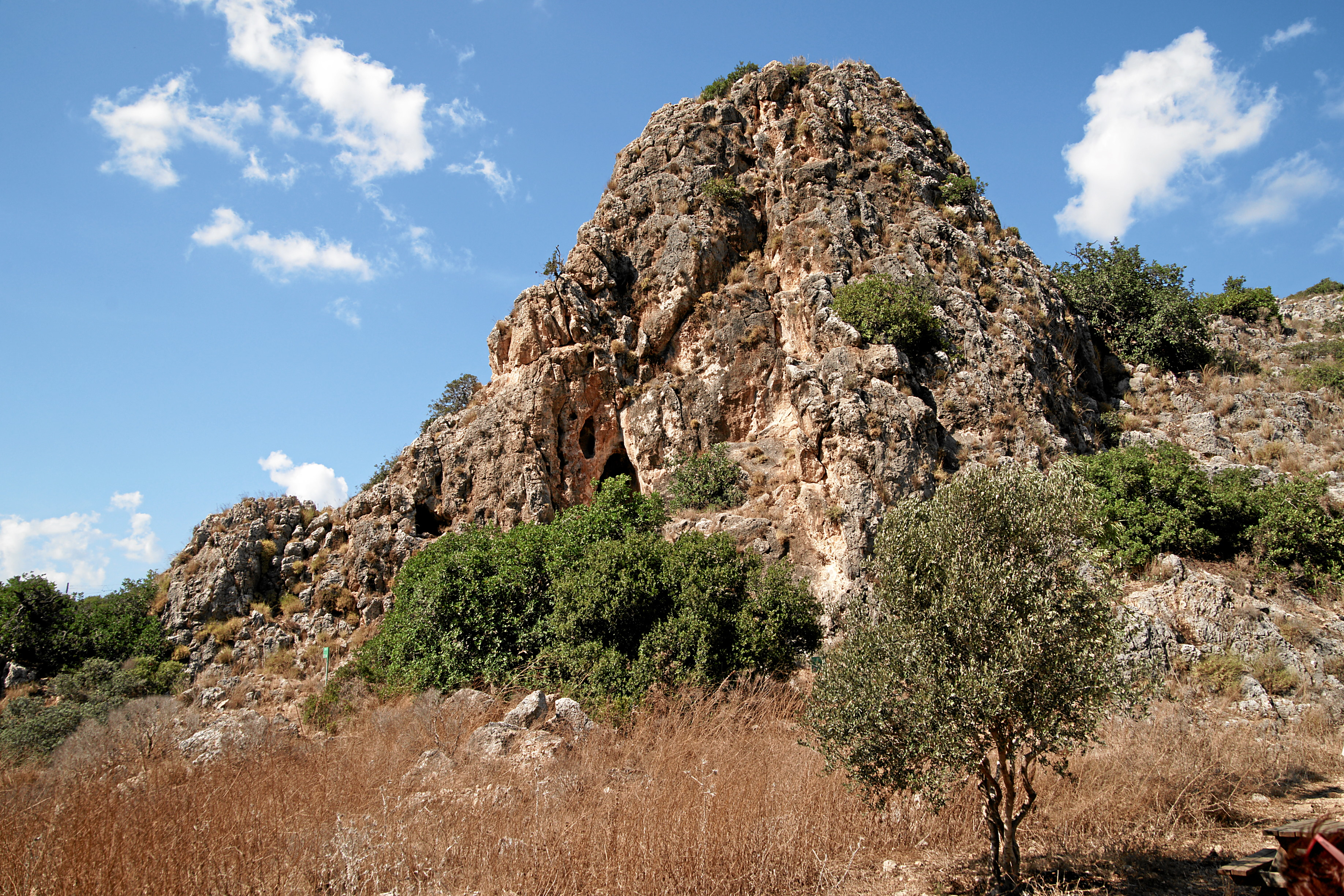
Вид на скелі Нахаль-Меарот.
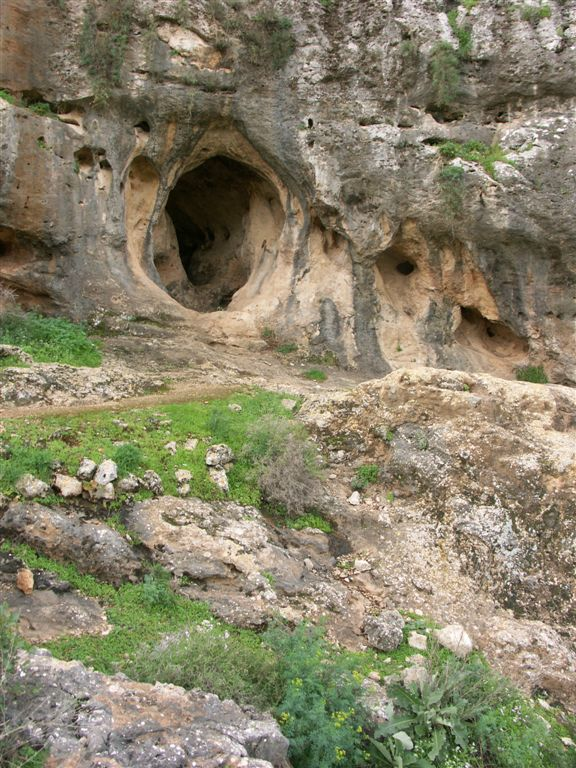
вхід в печеру Схул.
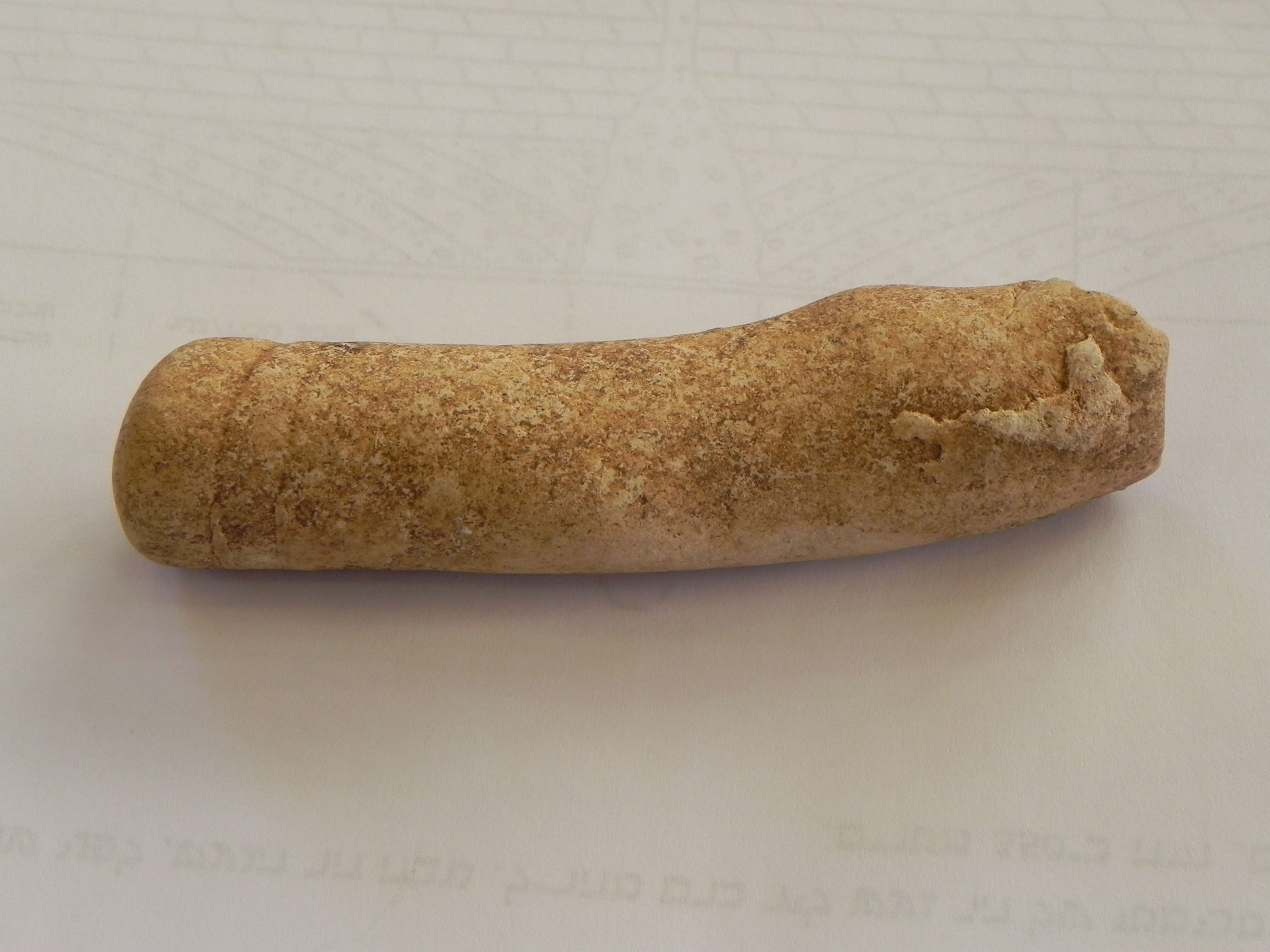
Залишки в Нахал Меароті.
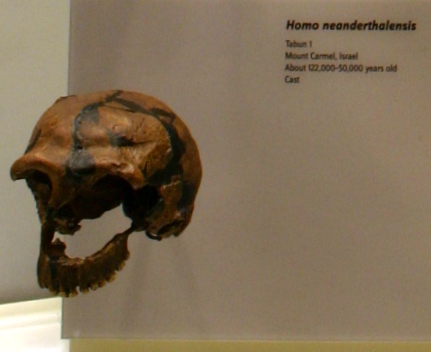
Череп Tabun C1,  неандертальця